# پله سونسون
پله سونسون (انگلیسی: Pelle Svensson; ۶ فوریهٔ ۱۹۴۳ – ۱۷ دسامبر ۲۰۲۰) ورزشکار اهل سوئد بود.
وی در مسابقات کشوری و بین‌المللی در مجموع برندهٔ ۴ مدال طلا، ۱ مدال نقره، ۳ مدال برنز شده‌است.